# Gernot Tschirwitz
Gernot Tschirwitz (* 1944 in Lauban) ist ein deutscher Komponist, Pianist und Privatmusiklehrer.

## Leben
Tschirwitz wuchs in Bamberg auf und machte dort sein Abitur. Anschließend studierte er am Bayerischen Staatskonservatorium der Musik in Würzburg die Fächer Dirigieren bei Hanns Reinartz, Klavier bei Karl Michael Leonhardt und Kirsti Hjort sowie Komposition bei Bertold Hummel (privat). Im Jahr 1967 machte er seine Kapellmeisterprüfung. Anschließend war er drei Jahre lang Solorepetitor und Kapellmeister am Luzerner Theater in der Schweiz. Von 1970 bis 2006 hatte er einen Lehrauftrag als Vokalrepetitor an der Hochschule für Musik Würzburg. Er konzertierte als Dirigent, Klaviersolist, Kammermusiker und Liedbegleiter.
In diesen Jahren nahm er zahlreiche ehrenamtliche Aufgaben war: Im Jahr 1971 gründete und leitete er bis einschließlich 1976 die Würzburger Junge Camerata. Im Jahr 1992 gründete er und leitete bis 1998 die Bad Kissinger Klaviertage und den darin integrierten Robert-Saar-Wettbewerb. Von 2000 bis 2005 war er Vorsitzender des Tonkünstlerverbands Würzburg. Seit 2006 widmet sich Tschirwitz ausschließlich dem Komponieren.
Außerdem war Tschirwitz Jahrzehnte als Musiklehrer tätig: Im Jahr 1982 begann er seine private Lehrtätigkeit mit der Übernahme von Schülern eines in Bad Kissingen tätigen Klavierpädagogen und arbeitete dort von 1983 bis 2004 in einem eigenen Unterrichtsappartement. Seitdem Tschirwitz 1984 in Schwanfeld wohnte, besuchte er von dort aus auch Schüler im Raum Würzburg, Schweinfurt, Haßfurt und im Landkreis Main-Spessart zum Unterricht.

## Werke (Auswahl)
- Lamentation und Toccata, 1966
- Ultima Septem Verba, 2006/07
- Salomo, 2007
- Moritat vom Kriege, 2007
- Noch fällt der Regen, 2007
- Drei Lieder ohne Gesang, 2007
- Strophen, Wolken, Götter und Menschen, 2008
- Die Zeit geht nicht, 2008
- Vier ernste Gedichte, 2009
- Vor Tag, 2009
- Von der Schönheit der Welt, 2009
- Vanitas!, 2009/10
- Schumanniana, 2010
- Ein Meister aus Deutschland, 2010
- Petropolis, diaphan, 2010/11
- Mutter, Mutter, 2011
- Blaubart. Traum und Umnachtung, 2012
- Three Very Short Requiems, 2012
- Es tilgen Feuerzungen, 2012
- Lament, 2012
- Der Schatten, 2013
- Agrasyl oder Die Märchen vom kleinen Mirabel, 2013/14
- Traum und Umnachtung, 2014
- Nirgend ein Ort, 2015
- Some Scattered Songs, 2016
- The Sunset, 2016
- Dies ist nicht mein Planet, 2017
- Was wahr ist, 2017/18
- Ein Lied in der Wüste, 2019
- Im Nebel, 2019
- De Profundis, 2019
- Le Pied sur le Coeur de la Nuit, 2019/20
- The hand that signed the paper, 2020
- Schlüsselszene, 2020/21